# 8581 Johnen
8581 Johnen este un asteroid din centura principală de asteroizi.

## Descriere
8581 Johnen este un asteroid din centura principală de asteroizi. A fost descoperit pe 28 decembrie 1996 la Chichibu de Naoto Satō. El prezintă o orbită caracterizată de o semiaxă mare de 2,84 ua, o excentricitate de 0,04 și o înclinație de 3,2° în raport cu ecliptica.